# Лимпутен, Франс ван
Франс ван Лимпутен (Верхтер, Бельгия, 19 декабря 1850 года — Антверпен, 16 ноября 1914 года) — бельгийский художник-пейзажист, жанрист, представитель реализма. В своих работах активно изображал природу и жизнь населения Де-Кемпена и Брабанта.

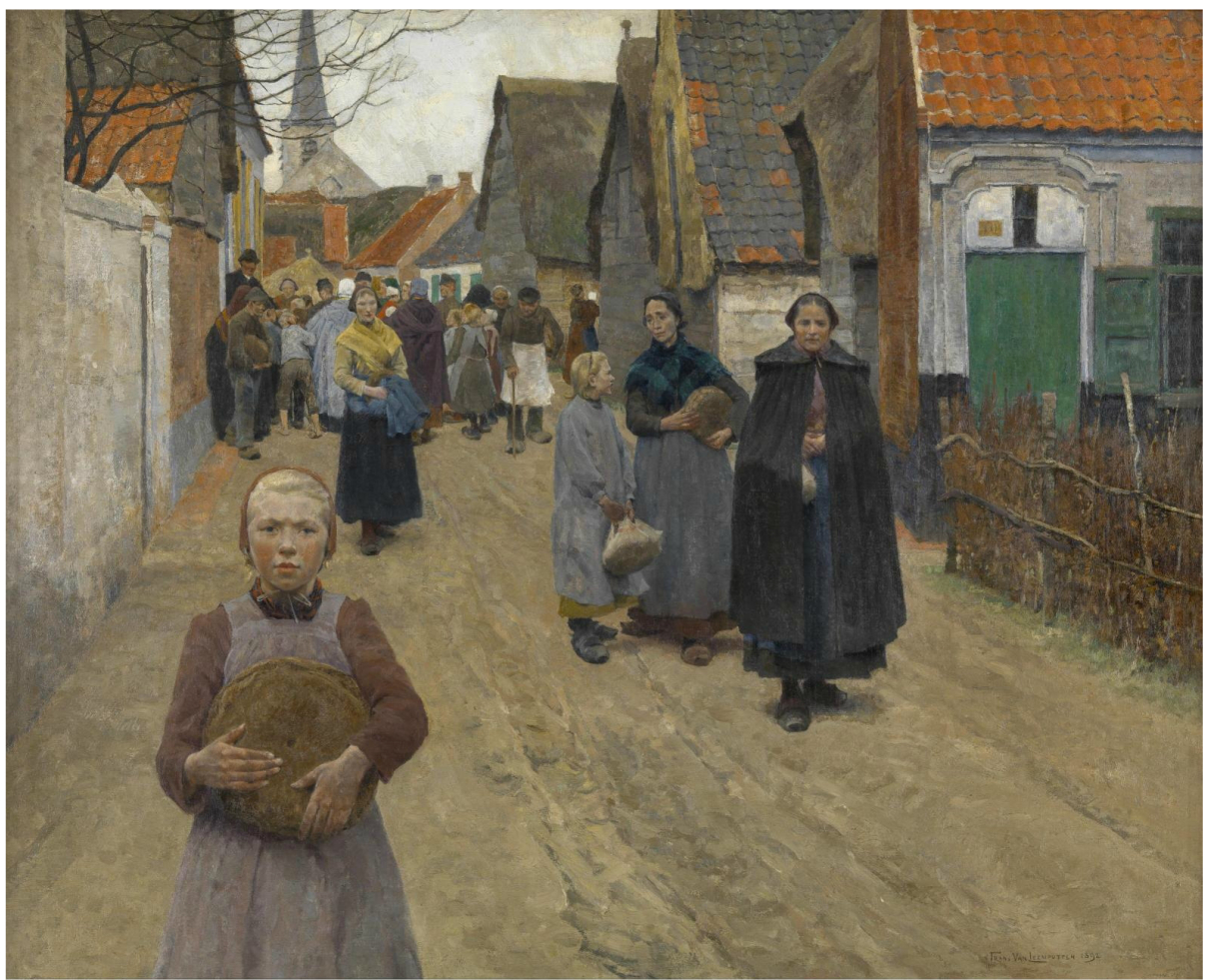
«Раздача хлеба в деревне»

## Жизнеописание
Родители художника, Ян Франс ван Лимпутен и Мария Катарина ван Клейненбрегель, на момент рождения Франса проживали в деревне Верхтер, но в 1852 году переехали в Брюссель, где Ян Франс занялся реставрацией картин. Франс и его старший брат, Корнелий, в выборе своего жизненного пути были в значительной степени вдохновлены примером своего отца.
В 1855 году семья переезжает в Антверпен, где Франс начинает обучение в Антверпенской академии изящных искусств. В 1858 году семья художника возвращается обратно в Брюссель, где Франс в основном работает в реставрационной мастерской своего отца.
Обучение Франс ван Лимпутен проходил на вечернем отделении Брюссельской Королевской Академии художеств с 1865 по 1873 годы в классе художника-иллюстратора Поля Лотера. Именно там ван Лимпутен был захвачен идеей писать с натуры, а не копировать старые полотна. Под влиянием Константина Менье и пейзажиста Поля Габриэля, жившего тогда в Брюсселе, а также испытывая сильное впечатление от книг Хендрика Консьянса ван Лимпутен посвящает себя делу художественного описания жизни бельгийского региона Де-Кемпен.

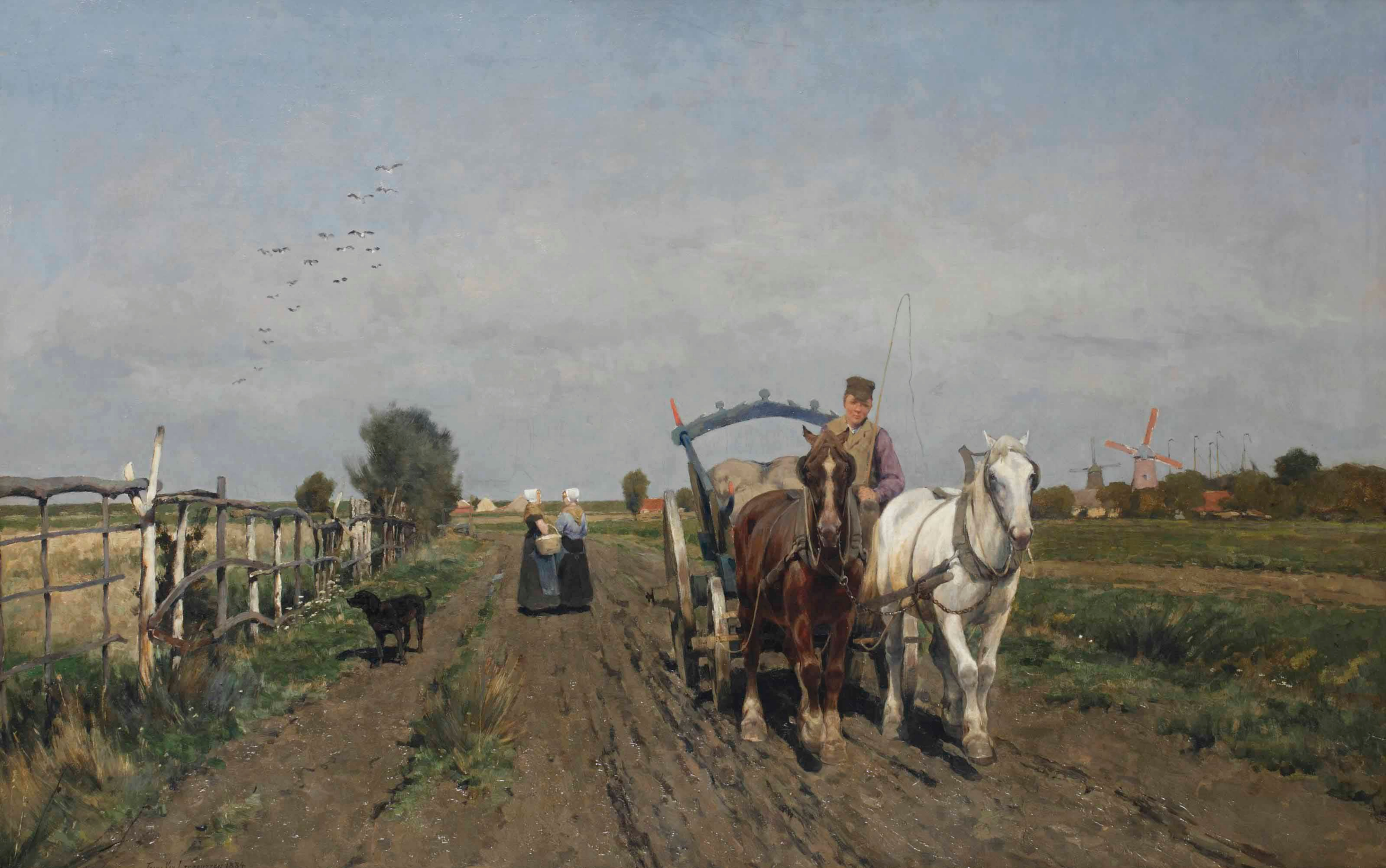
«Кони на дороге»

Дебют ван Лимпутена состоялся в 1872 году, на ежегодном салоне «La Chrysalide» в составе группы художников, среди которых были также Джеймс Энсор, Луи Артан. Ван Лимпутен также присоединился к сообществу художников «L'Essor», помогавшему своим членам как финансово, так и организационно (устройство выставок, закупка расходных материалов). Благодаря членству в таких творческих объединениях художник принадлежал к самым прогрессивным кругам деятелей культуры Бельгии того времени. С 1874 года его работы поступали в Антверпенский салон.
В 1892 году поступил на должность руководителя Антверпенской академии художеств, сменив на этой должности другого знаменитого голландского художника Мишеля Верла.

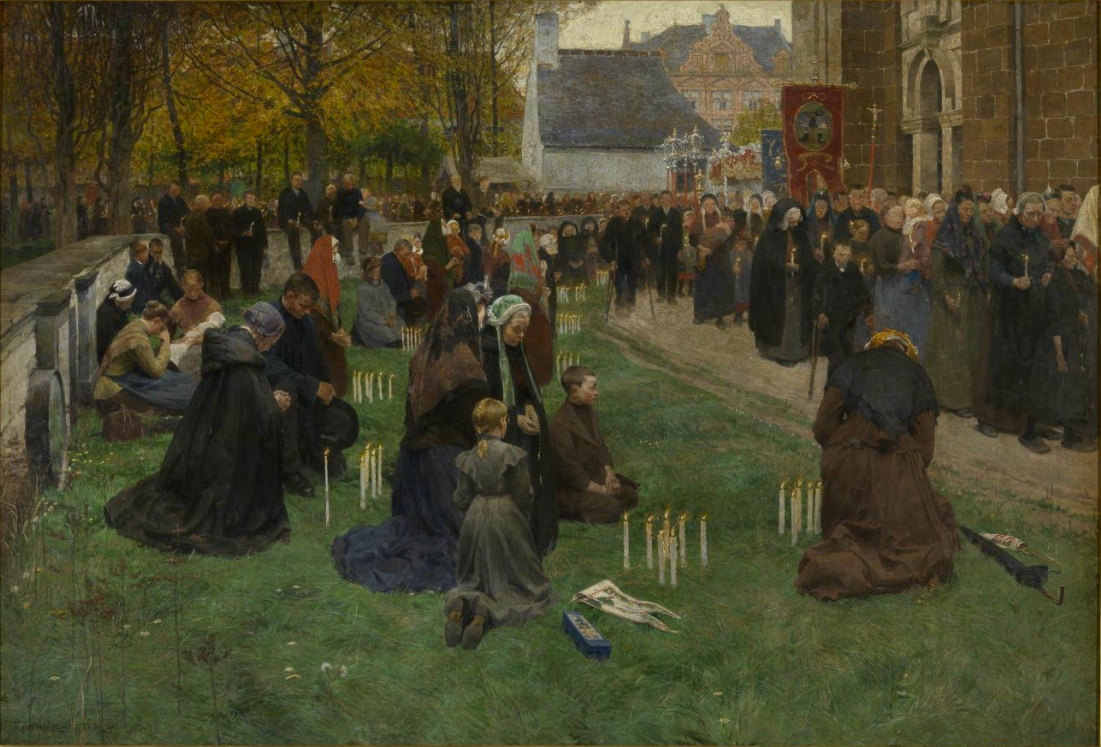
«Шествие со свечами в Схерпенхьовеле»

## Работа
Работы ван Лимпутена отличаются фотографической точностью и чистой палитрой красок. Жители Де-Кемпена предстают в его работах монументальными, неподвижными фигурами, изображая размеренную, лишенную треволнений жизнь сельской общины. Благодаря их точности и объективности, работы ван Лимпутена приобрели также и документальную ценность. На творчество Лимпутена в значительной степени повлиял один из основателей барбизонской школы Жан-Франсуа Милле.
Ван Лимпутен принадлежал к той группе бельгийских художников, которая предпочла избегать переусложненности городской жизни, сконцентрировавшись на простоте и ясности доиндустриальной бельгийской сельской местности; более того, некоторые из таких художников начинали отождествлять себя с крестьянами для наиболее глубокого понимания происходящего в частично изолировавшихся от современной индустриализирующейся жизни регионах Бельгии, Де-Кемпене и Брабанте.

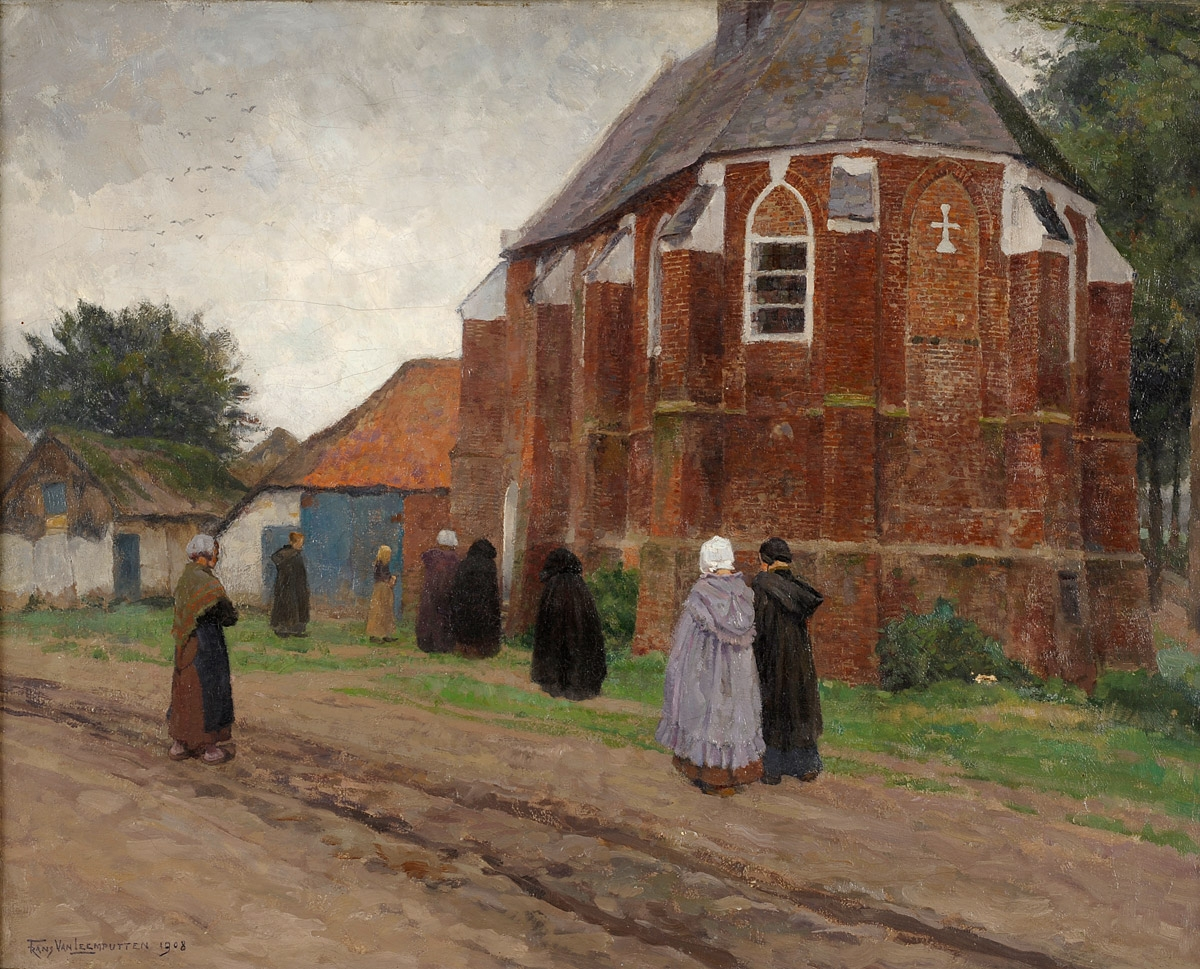
«По дороге в храм»